# Síndrome RAPADILINO
El síndrome RAPADILINO es una enfermedad rara de origen genético que se transmite según un patrón autosómico recesivo. Pertenece al grupo de trastornos llamados enfermedades de herencia finlandesa, por ser más frecuente, aunque no exclusivo, de este país. Está causado por mutaciones en el gen RECQL4.  Los síntomas principales son: aplasia o hipoplasia de radio y rótula, fisura palatina, malformaciones de miembros, diarrea, luxación articular, nariz larga y  baja estatura. El nombre de la afección es un acrónimo formado por las iniciales de sus principales manifestaciones en inglés.  